# Gladiolus cardinalis
Gladiolus cardinalis är en irisväxtart som beskrevs av William Curtis. Gladiolus cardinalis ingår i släktet sabelliljor, och familjen irisväxter. Inga underarter finns listade i Catalogue of Life.

## Bildgalleri

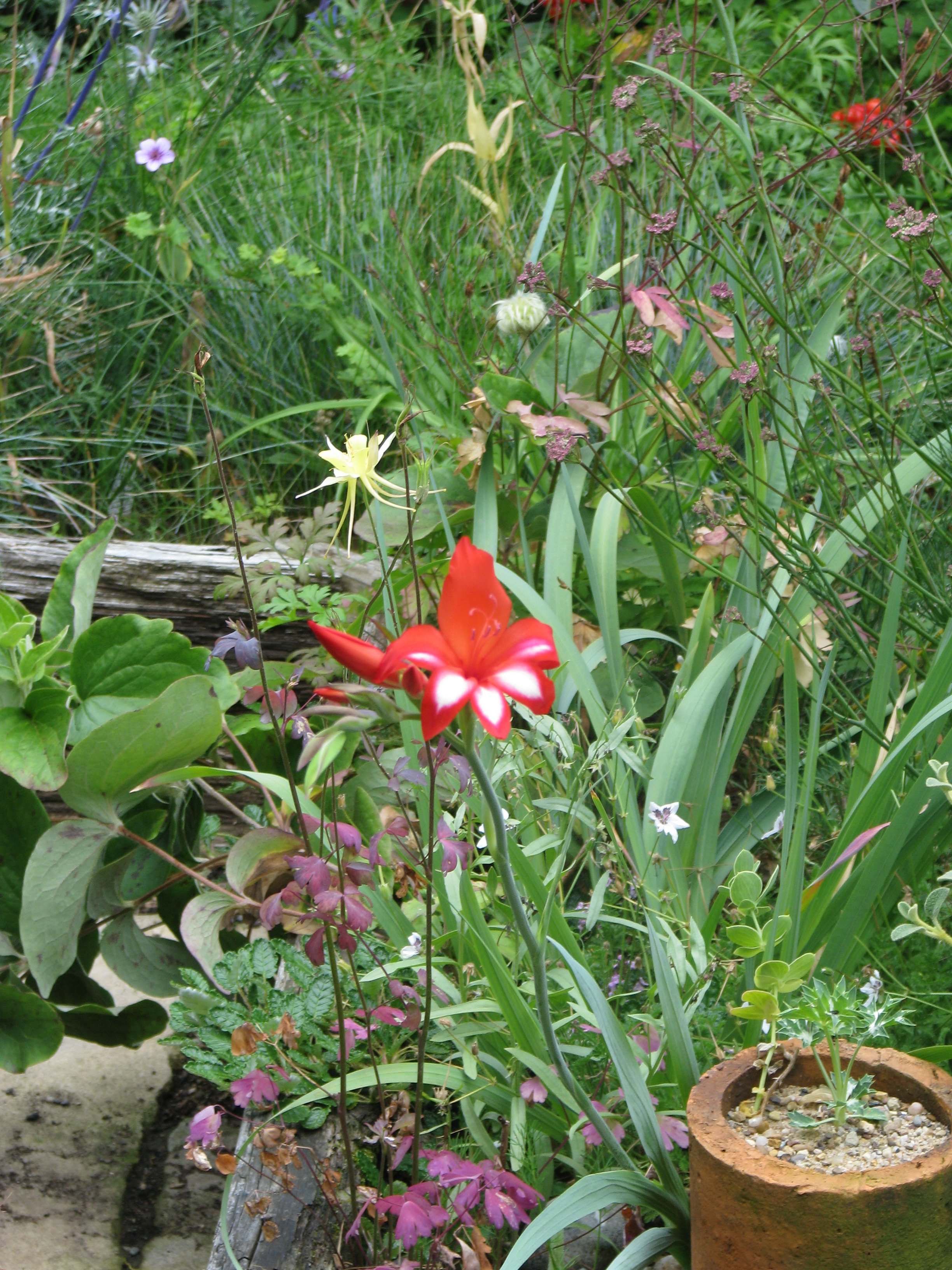
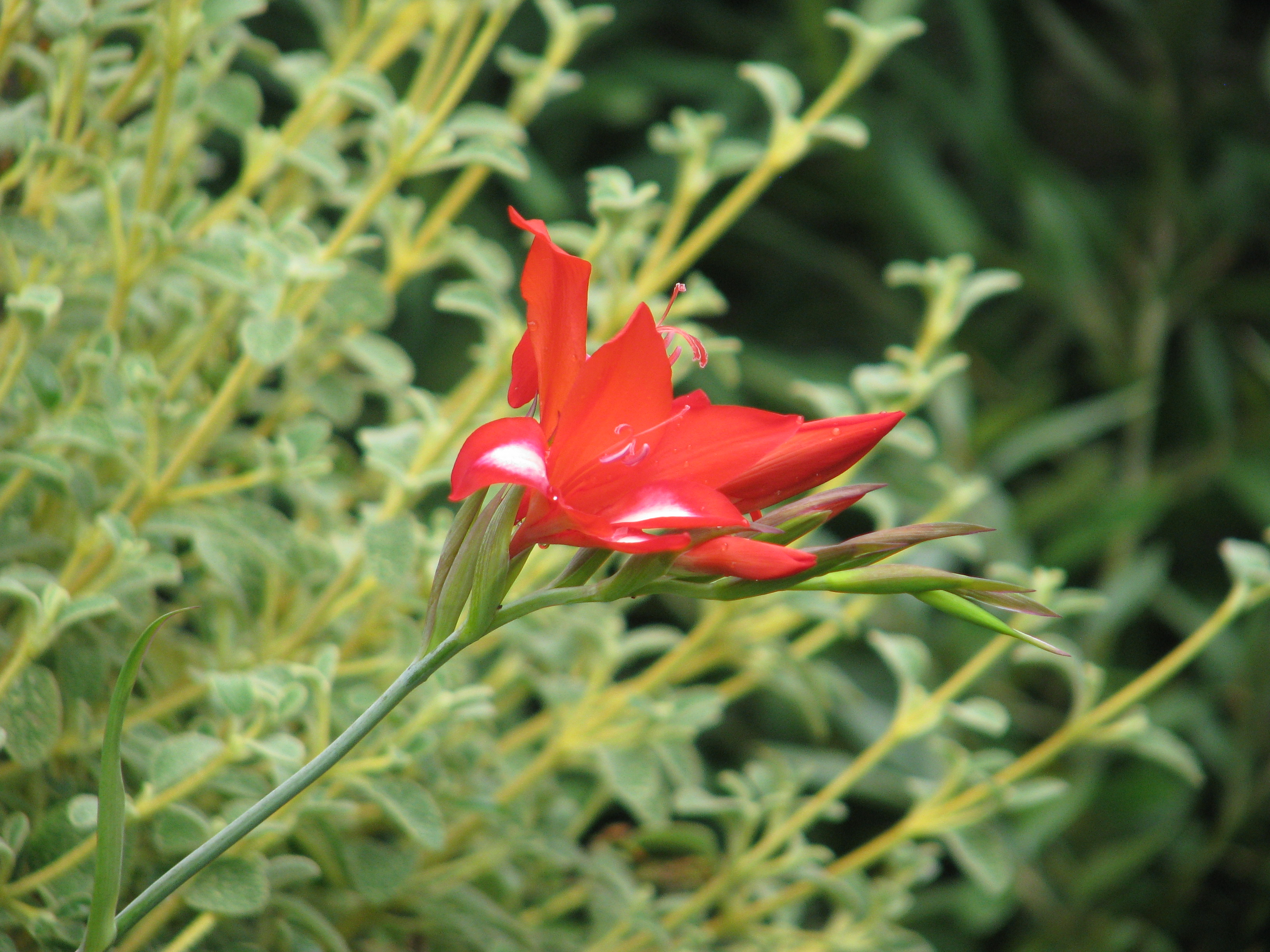
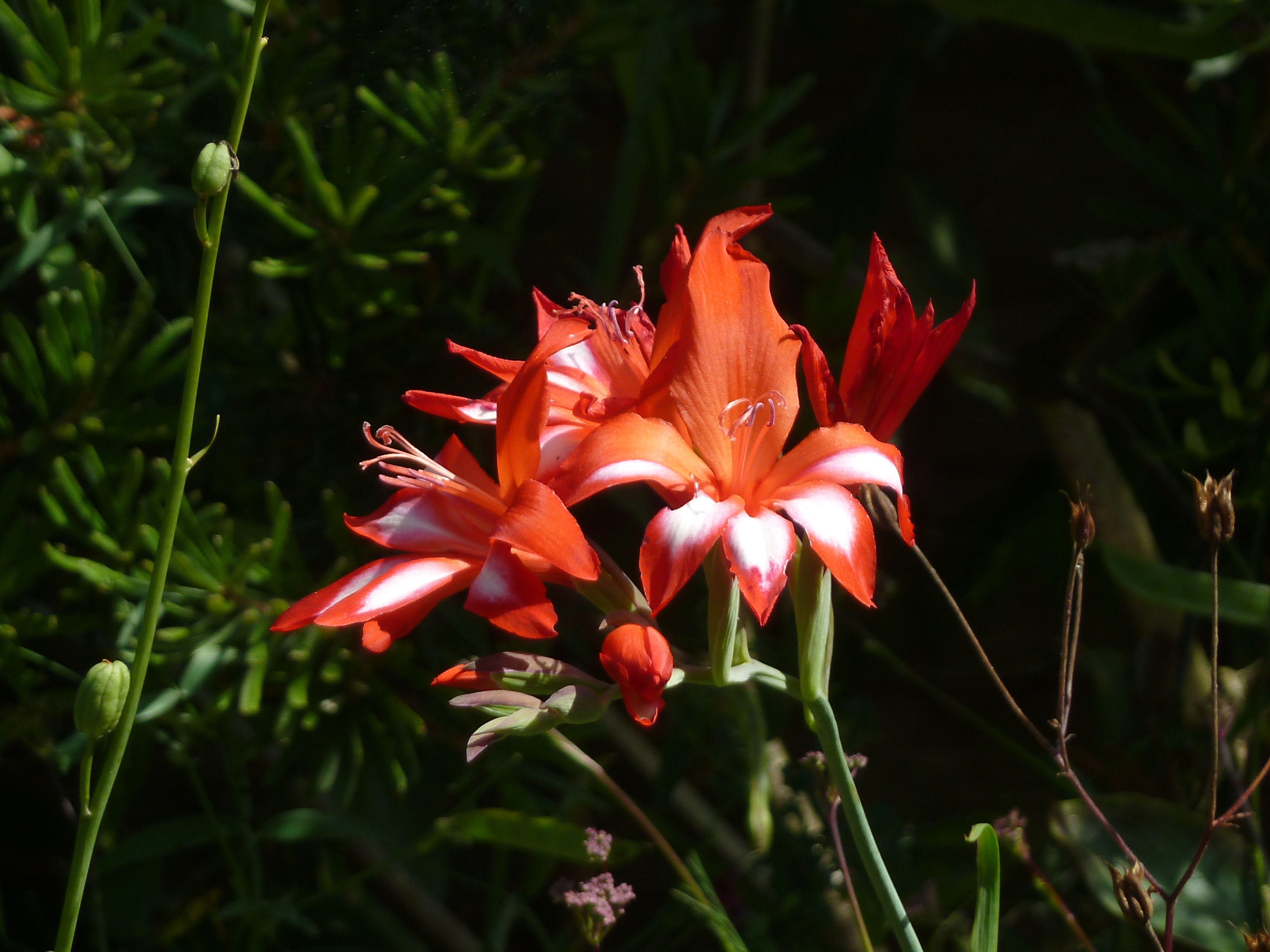
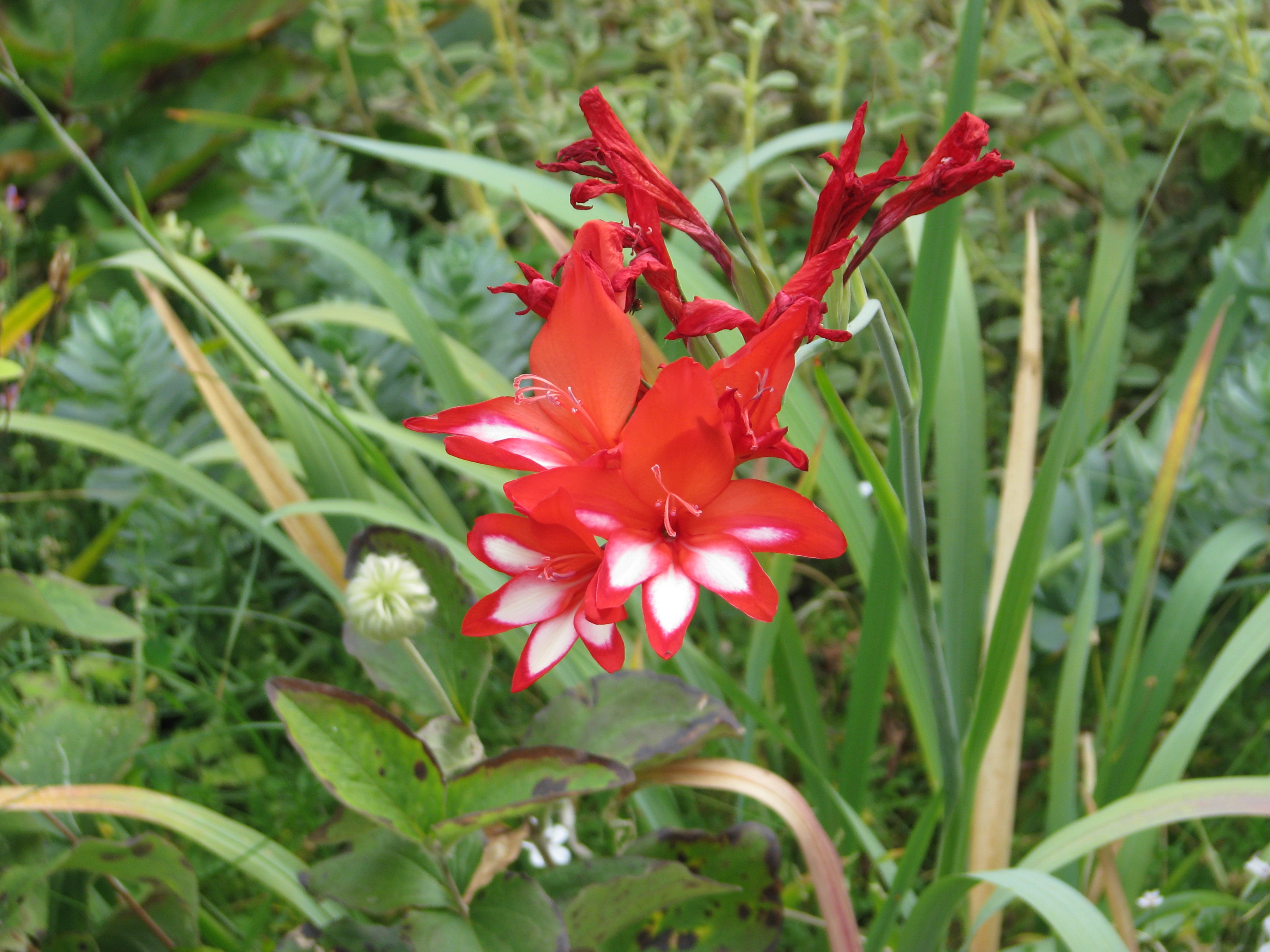
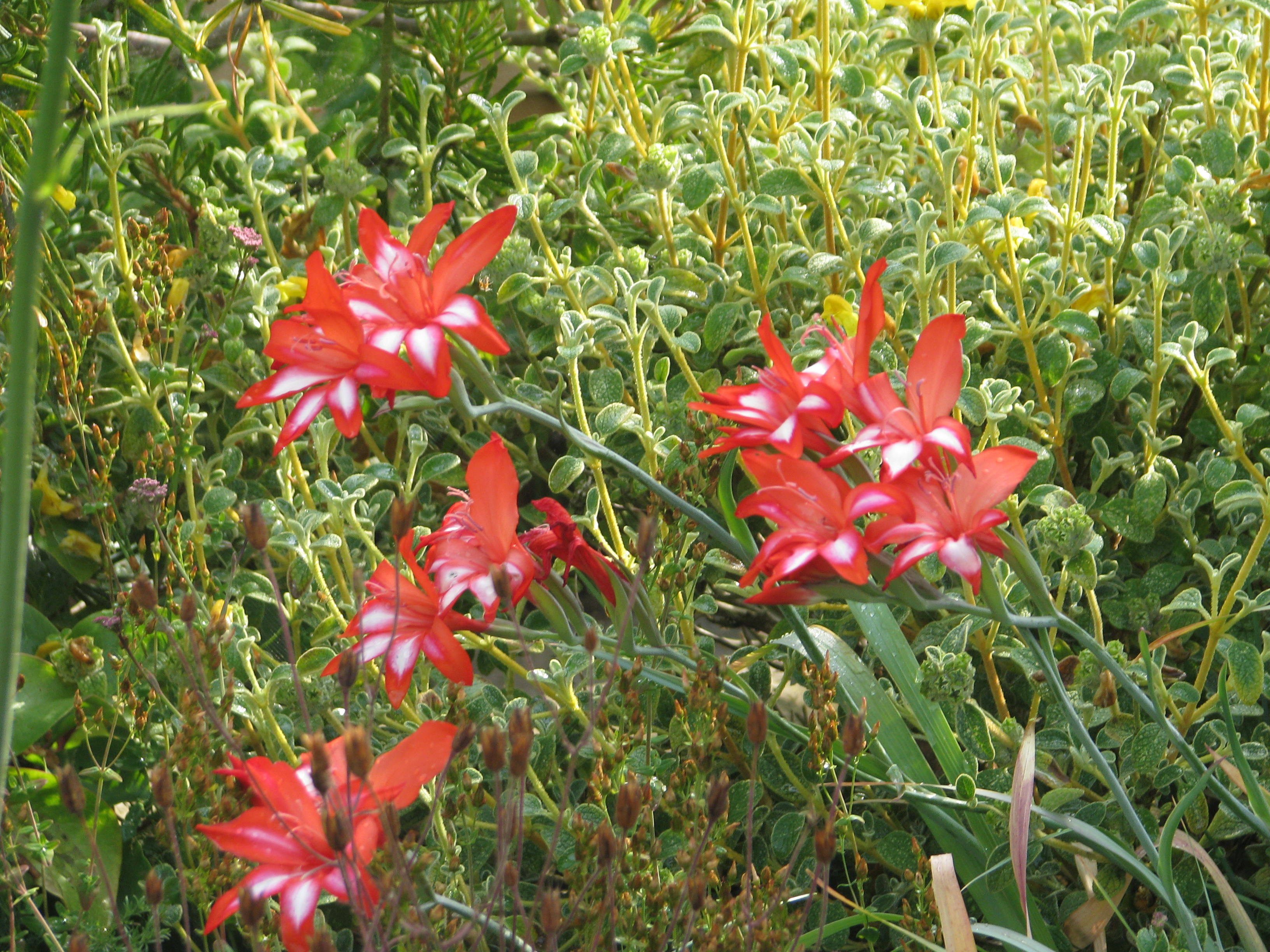
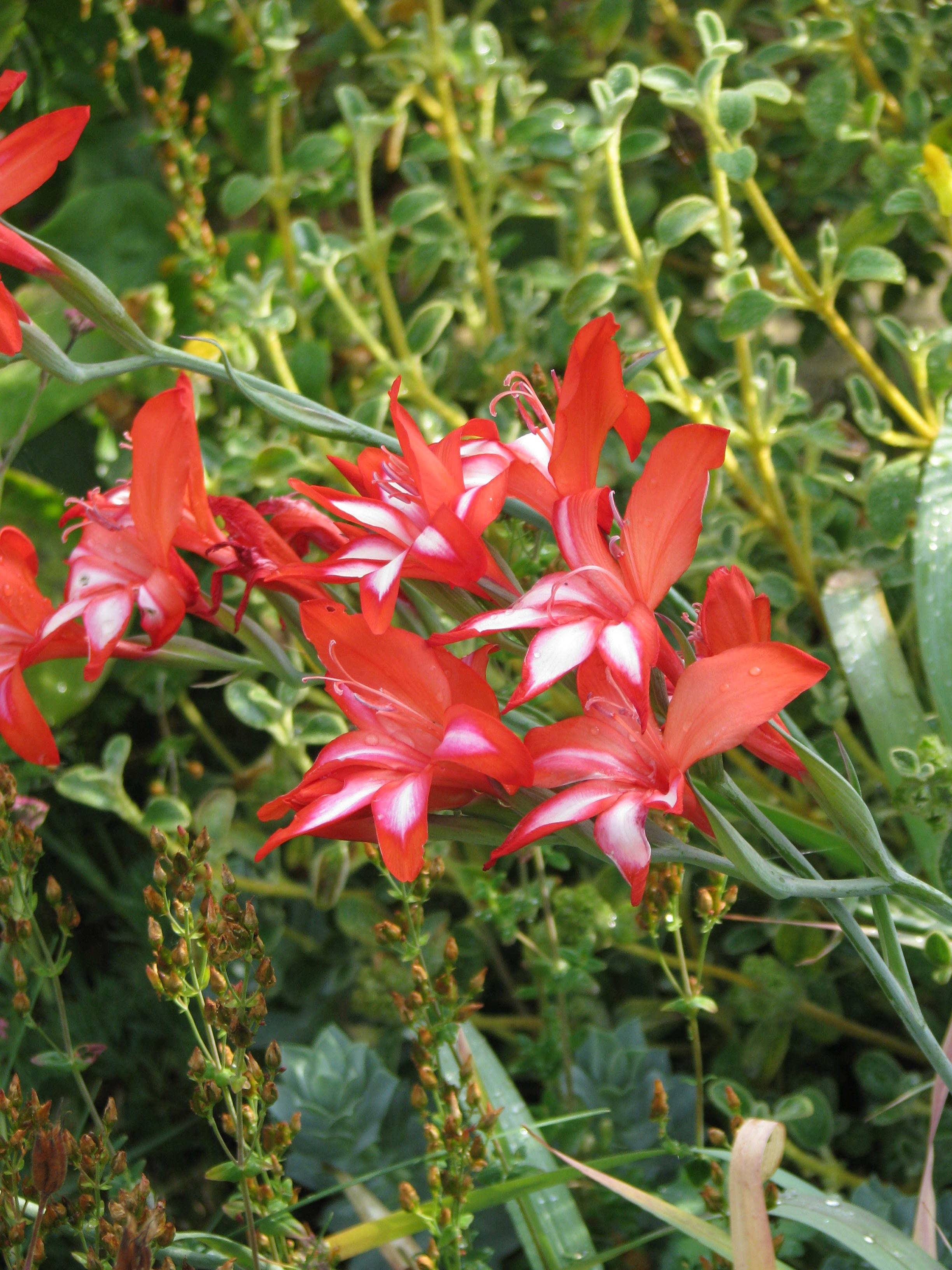